# Shimonoseki
Shimonoseki (japanska: 下関市?, Shimonoseki-shi) är den största staden i prefekturen Yamaguchi på ön Honshu i Japan. Shimonoseki fick stadsrättigheter 1 april 1889 och har sedan 2005
status som kärnstad (japanska: 中核市?, Chūkakushi) enligt lagen om lokalt självstyre.
Det var i denna stad som Kina och Japan undertecknade Shimonosekifördraget i april 1895.
Staden är belägen på Honshus allra sydvästligaste punkt, där Kanmonsundet går mellan öarna Honshu och Kyushu. Kanmonbron förbinder Shimonoseki med den större staden Kitakyushu på andra sidan sundet. Shimonoseki utgör den nordligaste delen av det storstadsområde som sträcker sig från Fukuoka i sydväst upp till området runt Kanmonsundet.

## Kommunikationer
Shin-Shimonoseki station ligger på Sanyō Shinkansen-linjen som ger förbindelse med höghastighetståg till Hakata (Fukuoka) och Shin-Osaka (Osaka).
Från Shimonoseki finns färjeförbindelser till:
- Busan, Sydkorea
- Qingdao, Kina
- Taicang, Kina